# Шакировка (Костанайская область)
Шакировка (каз. Шакир) — упраздненное село в Аулиекольском районе Костанайской области Казахстана. Входило в состав Косагальского сельского округа. Ликвидировано в 2000-е годы.

## Население
В 1989 году население села составляло 91 человек. Национальный состав: казахи — 58 %.
По переписи 1999 года в селе отсутствовало постоянное население.